# Marko Tuomela
Marko Tuomela (Järfalla, 3 marzo 1972) è un ex calciatore finlandese, di ruolo difensore.

## Carriera

### Club
Tuomela cominciò la carriera con la maglia del Kumu, per passare poi al Kuusysi. Si trasferì in seguito al TPV e allo Jaro, per accordarsi poi con i norvegesi del Tromsø. Esordì nella Tippeligaen il 13 aprile 1998, nel pareggio a reti inviolate sul campo del Sogndal. Il 16 maggio dello stesso anno, segnò la prima rete nella massima divisione norvegese: fu infatti autore di un gol nel pareggio per 4-4 contro il Bodø/Glimt.
Si trasferì poi agli inglesi dello Swindon Town. Militò successivamente per gli svedesi dello GIF Sundsvall. Dopo un'esperienza in Cina con il Liaoning, chiuse la carriera nell'IFK Sundsvall.

### Nazionale
Conta 24 presenze per la Finlandia, con una rete all'attivo.